# Carlton-Hotel (Berlin)

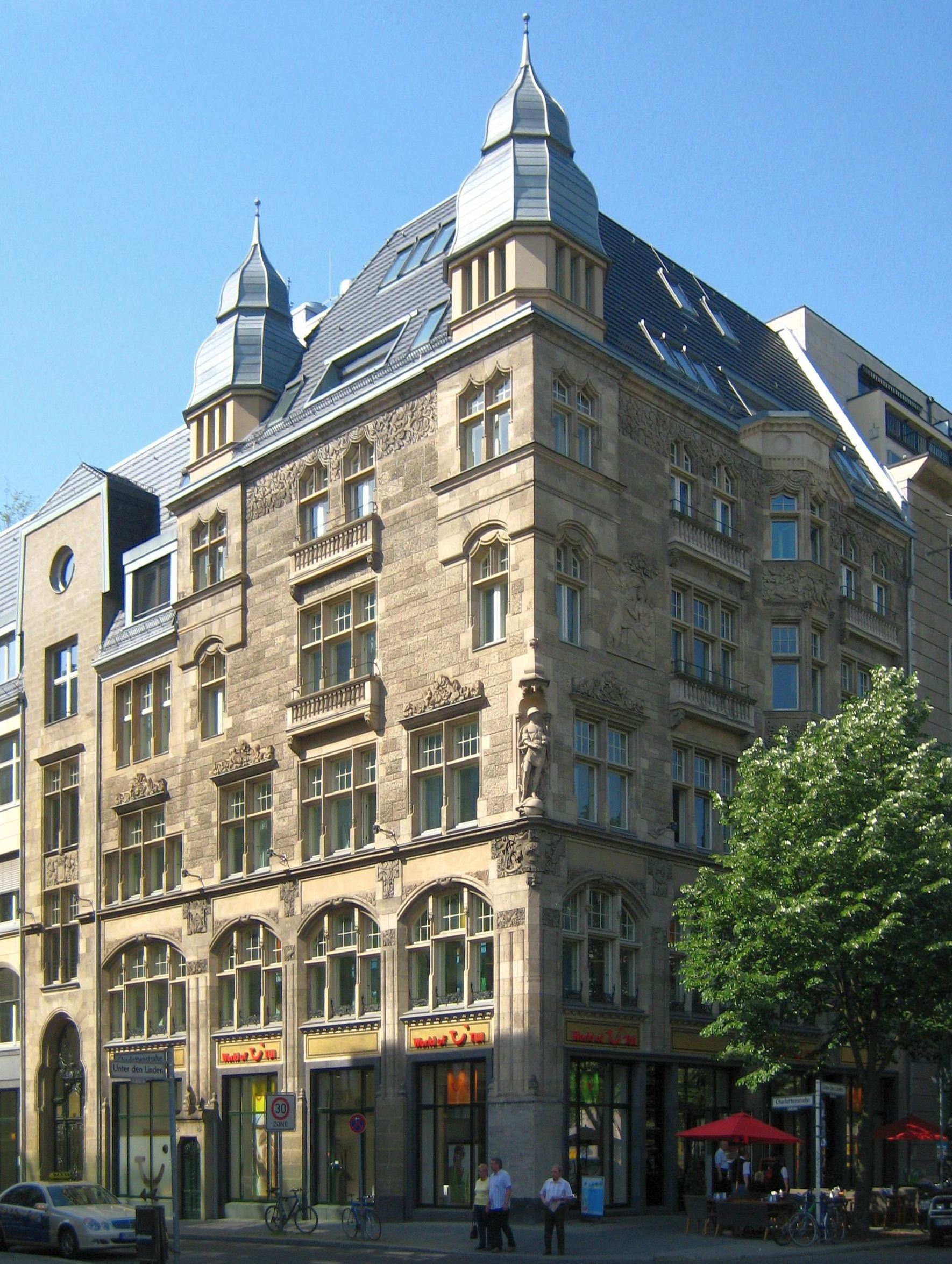
Gebäude des ehemaligen Carlton-Hotels (2009)

Carlton-Hotel mit Restaurant Kons (Grafik, um 1905)

Carlton-Hotel mit Restaurant Kons (Anzeige, 1903)

Das Carlton-Hotel war ein erstklassiges Hotel in Berlin, an der Prachtstraße Unter den Linden in der Dorotheenstadt. Es wurde 1903 erbaut und bis 1918 als Hotel genutzt. Heute ist es das einzige erhaltene Gebäude seiner Epoche in diesem Straßenabschnitt.

## Neubau im historistischen Stil
Das Carlton-Hotel wurde in bester Lage auf dem Grundstück Unter den Linden 32 (heute 17) gebaut, auf der Südseite der Berliner Prachtstraße an der Kreuzung mit der Charlottenstraße. Vorher befand sich hier das Hôtel du Nord, davor in demselben Haus das traditionsreiche Meinhardt’s Hotel. 1902 wurde das Gebäude, das nicht mehr den aktuellen Erfordernissen der Hotelbranche entsprach, vollständig abgerissen und an seiner Stelle von dem Berliner Architekten Carl Gause (im Büro G. & C. Gause) ein Neubau im Stil des Historismus errichtet. Die Fassade des neuen Hotels mit Erkern und Turmhauben machte einen mittelalterlich-trutzigen Eindruck. Ein Merkur auf der Weltkugel an der Gebäudeecke schützte den Schlaf der Reisenden. Reliefs an der Fassade des Gebäudes versinnbildlichen die außerhalb Europas liegenden Weltteile und weisen damit auf die Internationalität der Gäste des Hotels hin. Die hohen Fenster in der Beletage zeigen die weitläufigen Festsäle an. Eigentümerin des Gebäudes und des Hotels war Frau A. Seifert, Witwe des Hoteliers Seifert.

## Standard und Leistungen
Aus einer Anzeige des neuen Hotels geht hervor, dass es im Herbst 1903 seinen Betrieb aufnahm. Von 1904 an wurde das Hotel auch regelmäßig in der Hotelliste des Berliner Adressbuchs aufgeführt. Es verfügte zunächst über 100 Zimmer. Ein Reiseführer aus dem Jahr 1905 bezeichnete das Carlton-Hotel im Vergleich zu den anderen Berliner Hotels als „das jüngste, aber noch nicht ganz konsolidiert“.
Das Hotel war mit dem Restaurant Kons (später Astoria genannt) verbunden, das von den Hoftraiteuren Kons & Pfennings betrieben wurde und für seine feine Küche bekannt war. Der Baedeker-Reiseführer von 1904 bezeichnet es als „modern“.
Die Zimmer des Carlton-Hotels waren zunächst noch nicht alle mit eigenen „privaten“ Badezimmern ausgestattet. Da die Reisenden dies von Luxushotels jedoch in zunehmendem Maße erwarteten, mussten in das Gebäude nachträglich 20 Badezimmer eingebaut werden. 1914 verfügte das Hotel deshalb nur noch über 75 Zimmer, davon hatten jedoch 20 jeweils ein eigenes Bad.

## Einstellung des Hotelbetriebs 1918
1918 wurde das Carlton-Hotel noch in der Berliner Hotelliste aufgeführt, 1919 nicht mehr. Als Eigentümerin des Gebäudes wurde 1919 die Carlton Hotel und Restaurant Astoria GmbH in Liquidation genannt. Das Gebäude ging dann in das Eigentum der Disconto-Gesellschaft über und wurde in den Folgejahren überwiegend von Büros amtlicher Stellen genutzt. Später befand sich in dem Gebäude z. B. lange Jahre das staatliche Norwegische Reisebüro.

## Alliierte Bombardements
Vor 1945 gehörte das Hotelgebäude dem Reichsfiskus und wurde vom Reichswirtschaftsministerium genutzt. Es überstand weitgehend unbeschädigt die alliierten Bombardements der Reichshauptstadt Berlin in der letzten Phase des Zweiten Weltkriegs. An der Straße Unter den Linden im Abschnitt zwischen der Friedrichstraße und der Charlottenstraße ist das Gebäude des ehemaligen Carlton-Hotels als einziges von der Vorkriegsbebauung erhalten geblieben.

## Spätere Nutzung des Gebäudes
1964–1966 wurde an den Altbau des ehemaligen Hotels anschließend bis zur verbreiterten Friedrichstraße ein Gaststättenkomplex mit dem Namen „Lindencorso“ errichtet. In den oberen Geschossen befanden sich die Großraumbüros der Deutschen Bauakademie der DDR.
Inzwischen sind von der originalen Bausubstanz des Hotelbaus lediglich die unter Denkmalschutz stehenden, 2000/2001 restaurierten Naturstein-Fassaden erhalten, das Gebäudeinnere wurde im Zuge einer Entkernung vollständig erneuert.
Heute befindet sich in dem Gebäude die Berliner Zentrale von Microsoft und eine digitale Gaststätte namens „digital eatery“.

## Galerie

Blick in das Restaurant Kons um 1905
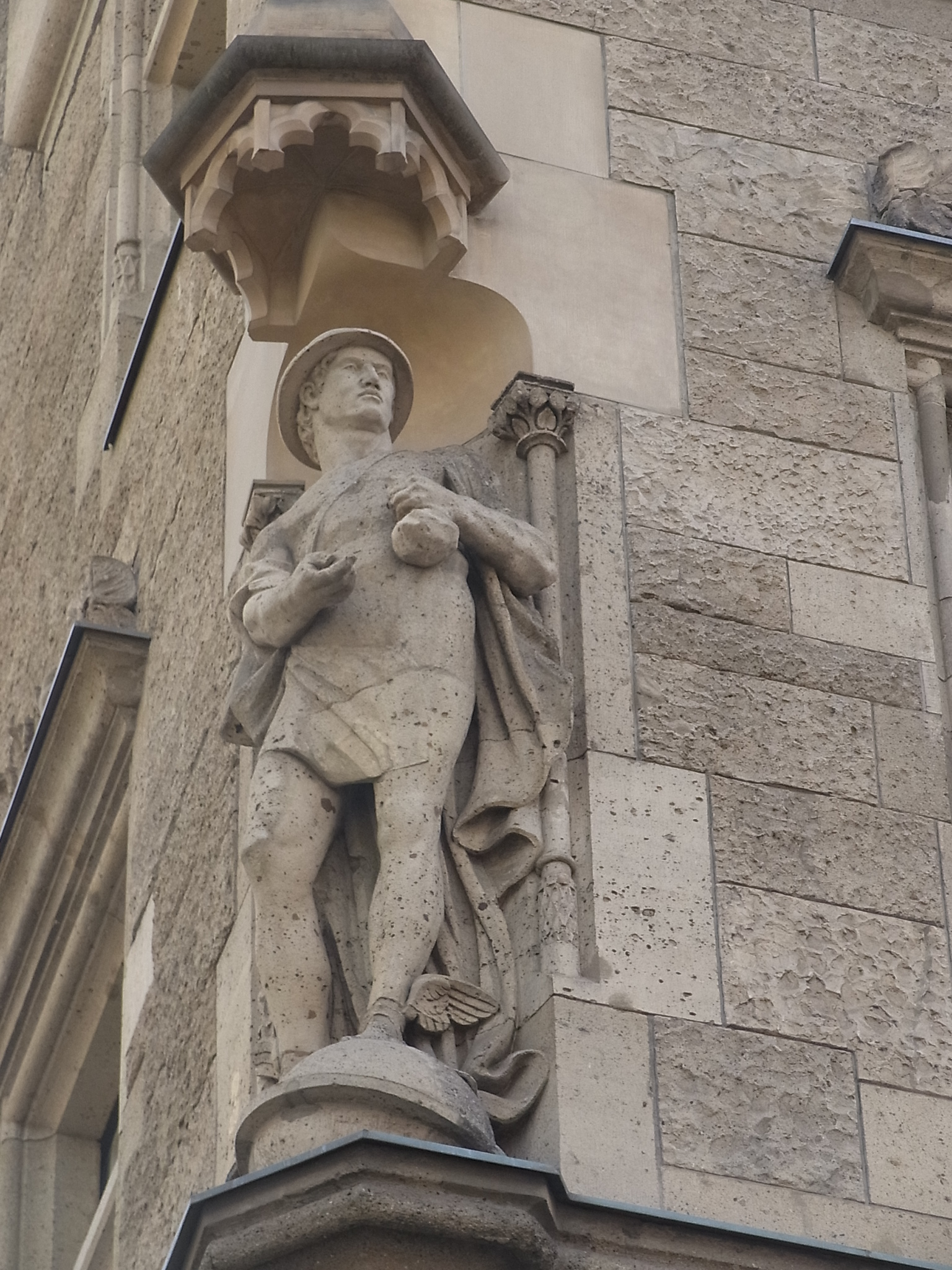
Merkur-Statue an der Fassade (Foto 2014)
Bausignatur an der Fassade (Foto 2014)
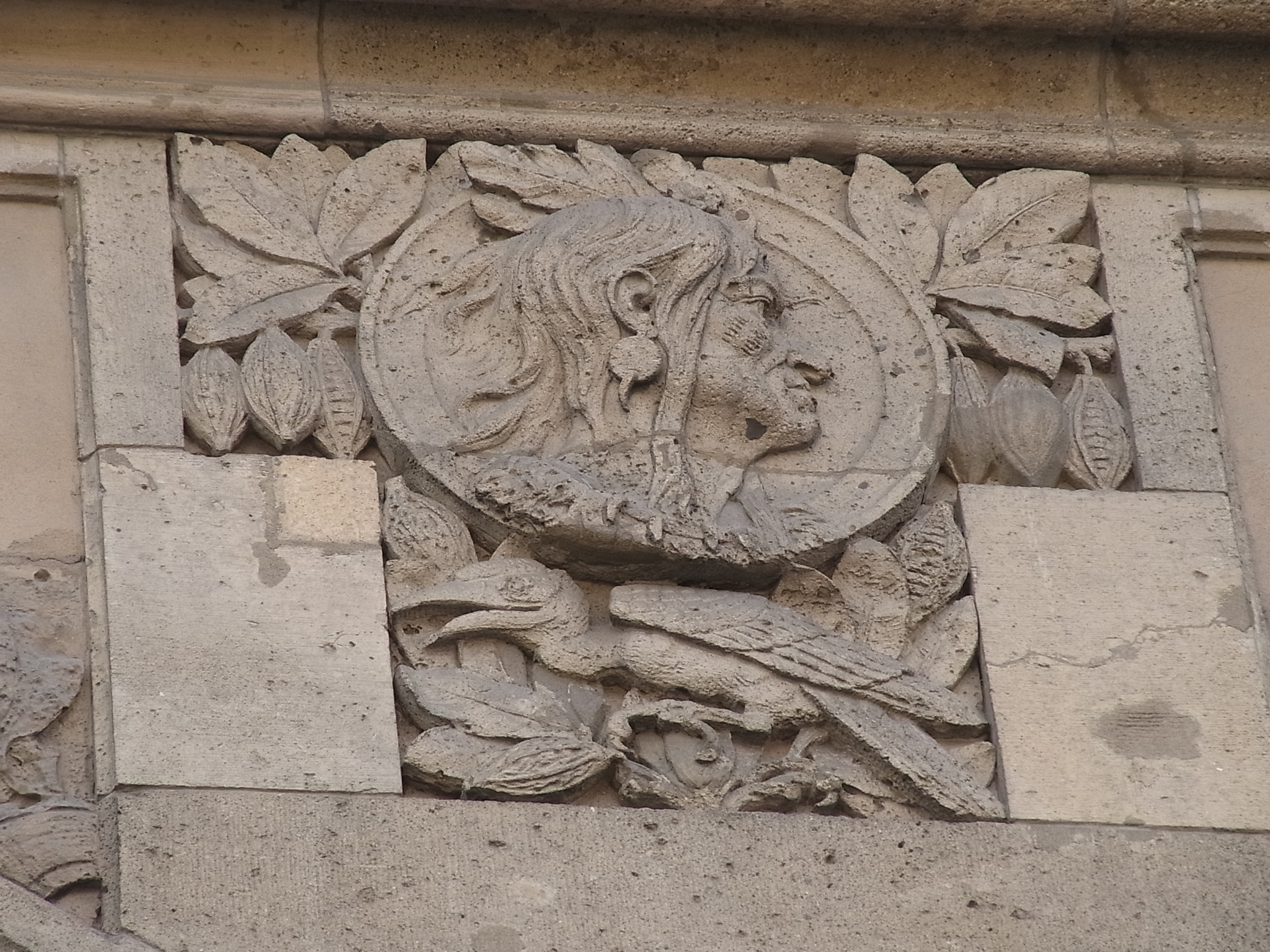
Fassadenrelief mit dem Motiv „Amerika“ (Foto 2014)
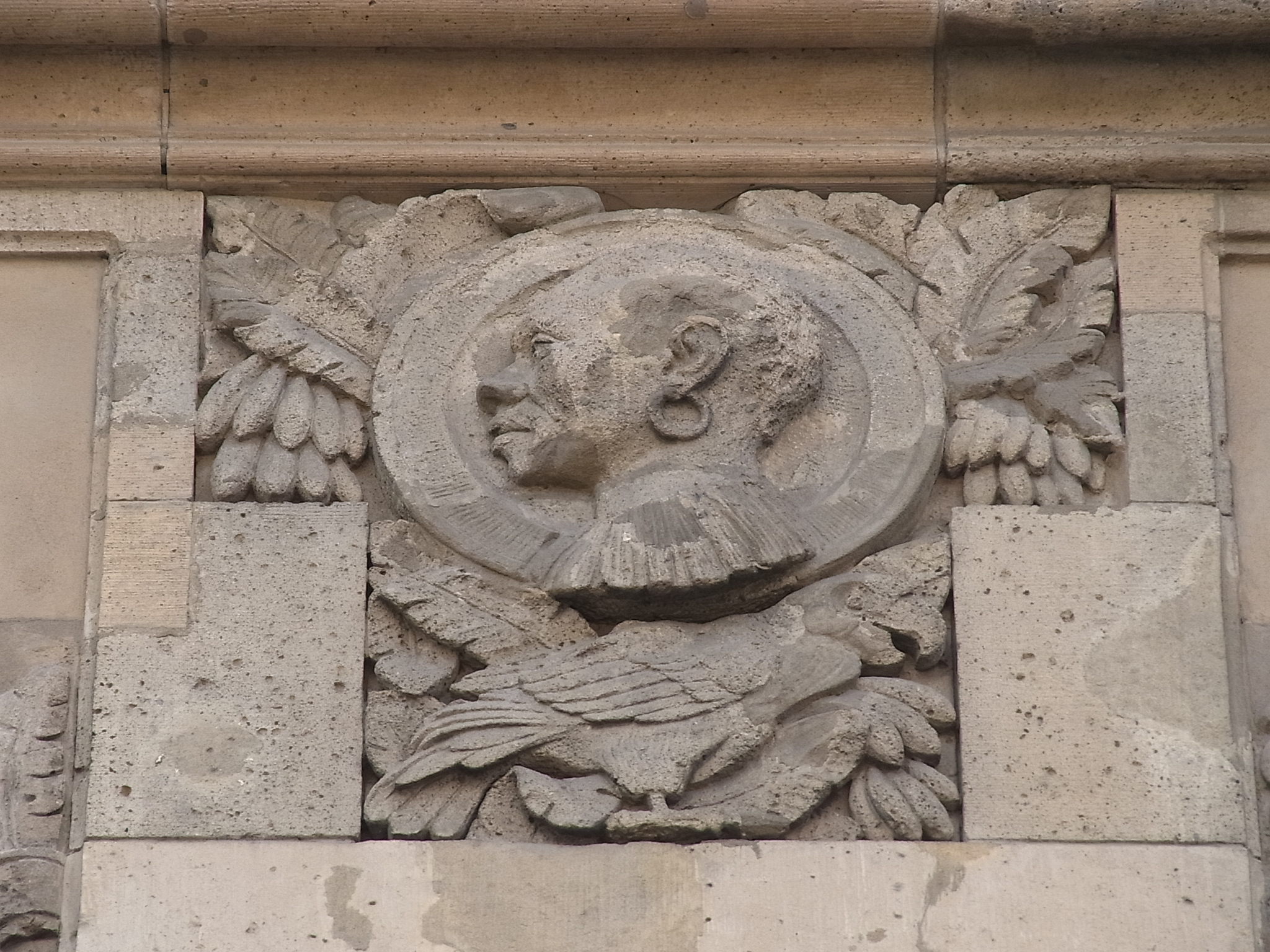
Fassadenrelief mit dem Motiv „Afrika“ (Foto 2014)